# Loyalton
Loyalton is een plaats (city) in de Amerikaanse staat Californië, en valt bestuurlijk gezien onder Sierra County.

## Demografie
Bij de volkstelling in 2000 werd het aantal inwoners vastgesteld op 862.
In 2006 is het aantal inwoners door het United States Census Bureau geschat op 820, een daling van 42 (-4,9%).

## Geografie
Volgens het United States Census Bureau beslaat de plaats een oppervlakte van
0,9 km², geheel bestaande uit land. Loyalton ligt op ongeveer 1578 m boven zeeniveau.

## Plaatsen in de nabije omgeving
De onderstaande figuur toont nabijgelegen plaatsen in een straal van 32 km rond Loyalton.